# Il triangolo nei bermuda
Il triangolo nei bermuda, pubblicato nel 1998, è il primo album ufficiale dei Gem Boy.
Quattro dei brani presenti erano già stati pubblicati nel demo tape Sfigbusters tre anni prima, mentre altri tre brani furono esclusi dalla lista tracce: Ciò il pisellone, Pezzo pacco e Vacca era Francesca.

## Tracce
1. I Fantastici 4
2. Voglio farla finita
3. Ridammelo Lorena
4. Microscopio
5. Oh nonna!
6. Cappuccetto rotto
7. Il guardone
8. Ombre asta la vista
9. Uno quattro quattro
10. La mia donna è un'estetista
11. 2001 odissea nello spizio
12. Cotton fiock

## Formazione
- Carlo Sagradini - voce
- Giacomo Sfragaro - tastiera
- Davide Fiorello - chitarra
- Siro Bonfiglioli - basso
- Max Vicinelli - batteria